# Ḡ
Ḡ (G z makronem) – litera alfabetu łacińskiego używana w łacińskim zapisie alfabetu gruzińskiego (odpowiada symbolowi ღ), języka tadżyckiego (znak ғ) oraz języka hebrajskiego (litera gimel ב). We wszystkich tych przypadkach, według systemu IPA, litera oznacza dźwięk [ɣ].

Znak Ḡ używany jest do zapisu spółgłoski zwartej miękkopodniebiennej dźwięcznej w języku Kokota, używanym przez około 1200 osób na wyspie Santa Isabel.

W Unicode znak Ḡ to U+1E20, a znak ḡ - U+1E21. 